# Suchtmittelgesetz
Das Suchtmittelgesetz (SMG), Bundesgesetz über Suchtgifte, psychotrope Stoffe und Vorläuferstoffe, ist ein österreichisches Bundesgesetz, das den Verkehr und die Gebarung mit Suchtmitteln (illegalen Drogen und psychotropen Substanzen) und Vorläuferstoffen regelt. Es zählt gemeinsam mit dem Jugendgerichtsgesetz 1988 (JGG), Mediengesetz (MedienG), Pornographiegesetz (PornoG), Verbotsgesetz 1947 (VerbotsG), Waffengesetz (WaffG), Militärstrafgesetz (MilStG) und dem Finanzstrafgesetz (FinStrG) zu den strafrechtlichen Nebengesetzen.

## Gliederung
Das Suchtmittelgesetz ist in 6 Hauptstücke gegliedert:
1. Anwendungsbereich und Begriffsbestimmungen (§§ 1–4)
2. Suchtmittel (§§ 5–16)
3. Verkehr und Gebarung mit Vorläuferstoffen (§§ 17–22)
4. Überwachung des Verkehrs und der Gebarung mit Suchtmitteln und Vorläuferstoffen (§§ 23–26)
5. Strafrechtliche Bestimmungen und Verfahrensvorschriften (§§ 27–44)
6. Schluss-, Inkrafttretens- und Übergangsbestimmungen (§§ 45 ff)

## Begriffe
Das Suchtmittelgesetz unterscheidet zwischen
1. Suchtgiften,
2. psychotropen Stoffen und
3. Vorläuferstoffen,

wobei die ersten beiden Kategorien als Suchtmittel zusammengefasst werden.

### Suchtgifte
Suchtgifte im Sinne des SMG sind Stoffe und Zubereitungen, die in der Einzigen Suchtgiftkonvention 1961 in der durch das Protokoll von 1972 geänderten Fassung als Suchtgifte bezeichnet sind, etwa Cannabis, Kokain und Opiate, sowie Substanzen in den Anhängen I und II der Konvention über psychotrope Substanzen von 1971, wie LSD, Psilocybin, Amphetamin und dessen Derivate (MDMA) und Phencyclidin.
Gemäß dem Bestimmtheitsgrundsatz des Strafrechts sind alle als Suchtgift geltenden Substanzen in der Suchtgiftverordnung taxativ aufgezählt. Das ist insbesondere bei Fällen mit Ecstasy von Bedeutung, weil unter der Bezeichnung oft Substanzen vertrieben werden, die dem SMG nicht unterliegen, etwa Koffein oder Paracetamol. Ohne die nähere Bestimmung der Substanz lässt sich in manchen Fällen nicht ohne Weiteres beurteilen, ob ein strafbarer Suchtgiftbesitz vorliegt.
Der im Gesetz verwendete Ausdruck Suchtgift als Übersetzung für den englischen Begriff „narcotic drug“ ist irreführend und tendenziös, weil er auch Stoffe umfasst, die nach wissenschaftlichen Erkenntnissen weder süchtig machen noch giftig sind. Dagegen sind Alkohol und Nikotin trotz ihres bekannten Suchtpotentials und ihrer relativ großen Toxizität keine Suchtgifte im Sinne des Gesetzes.

### Psychotrope Stoffe
Psychotrope Stoffe sind Stoffe und Zubereitungen, die in den Anhängen III und IV der Psychotropenkonvention 1971 enthalten sind, z. B. Barbiturate und Benzodiazepine. Bei Substanzen, die von der Einzigen Suchtgiftkonvention kontrolliert werden, („Suchtgiften“) sind auch Derivate mitumfasst. Im Gegensatz dazu beschränkt die Psychotropenkonvention 1971 nur die Gebarung mit den in den Anhängen taxativ genannten Substanzen, nicht aber mit ihren Derivaten.
Im österreichischen Suchmittelrecht ist diese unterschiedliche Handhabung der beiden Substanzkategorien in den einzelnen Verordnungen (Suchtgiftverordnung und Psychotropenverordnung) umgesetzt. Während bei Suchtgiften auch Isomere, Salze der Isomere, Salze, Äther und Molekülverbindungen von der Kontrolle mitumfasst sind, gilt das bei psychotropen Stoffen nur für deren Salze.
Wie bei Suchtgiften sind alle als psychotrop geltenden Stoffe in der Psychotropenverordnung taxativ aufgezählt.

### Vorläuferstoffe
Vorläuferstoffe sind Substanzen, die bei der Herstellung von Suchtgiften und psychotropen Stoffen verwendet werden, sie sind im Anhang der EU-Verordnungen Nr. 3677/90 vom 13. Dezember 1990 und Nr. 3769/92 vom 21. Dezember 1992 aufgezählt: z. B. Ephedrin, Safrol, Essigsäureanhydrid, Aceton, Schwefelsäure und Salzsäure. Viele Vorläuferstoffe haben auch legitime industrielle und private Anwendungen und lassen sich nicht effektiv kontrollieren.
Die meisten Suchtgifte, mit Ausnahme von Cannabis oder Pilzen, müssen mit besonderen Chemikalien aufbereitet werden. Eines der Ziele des Übereinkommens der Vereinten Nationen gegen den unerlaubten Verkehr mit Suchtgiften und psychotropen Stoffen (sog. Wiener Übereinkommen von 1988) ist es, den Handel und die Gebarung mit solchen Vorläuferstoffen zu kontrollieren, was sich in mehreren EU-Verordnungen und einer EU-Richtlinie widerspiegelte, die in Österreich mit der Vorläuferstoffeverordnung umgesetzt wurde.

## Strafrechtliche Bestimmungen
Der Konsum von Suchtgiften an sich ist nicht strafbar. Strafbar ist jedoch fast alles, was damit zusammenhängt: Der Erwerb, der Besitz, das Inverkehrsetzen, die Ein- oder Ausfuhr, die Erzeugung, das Überlassen oder Verschaffen.

### Geringe, große und übergroße Mengen
Das SMG unterscheidet nicht zwischen so genannten weichen und harten Suchtgiften, die Strafdrohung ist bei allen Suchtgiften gleich. Jedoch unterscheidet es zwischen geringen, großen und übergroßen Mengen, wobei an größere Mengen prinzipiell auch strengere Strafen geknüpft sind. Ausnahmen sind der Erwerb und Besitz von Suchtgiften für den Eigenbedarf, die als gesundheitspolitisches und weniger als kriminalpolitisches Thema wahrgenommen werden. Als weich geltende Suchtgifte, etwa MDMA, Cannabis und Kokain, sind insofern privilegiert, weil sie größere Grenzmengen haben.
Strafverfahren wegen des Erwerbs und Besitzes geringer Mengen Suchtgift müssen im Allgemeinen nach Maßgabe der §§ 35 und 36 SMG für eine Probezeit von zwei Jahren eingestellt werden. Ähnlich kann die Verfolgung von Delikten der so genannten Beschaffungskriminalität, die vom Beschuldigten auf Grund seiner Gewöhnung an Suchtmittel und in Zusammenhang mit der Beschaffung eines Suchtmittels begangen werden, nach Maßgabe der §§ 35 und 36 SMG eingestellt werden, sofern sie nicht in die Zuständigkeit eines Schöffen- oder Geschworenengerichts fallen.
Andere Deliktsformen wie die Erzeugung, Einfuhr, Ausfuhr sowie das Überlassen oder Verschaffen einer geringen Menge Suchtgift werden nach § 27 SMG bestraft. Bei großen Mengen gelten für alle Suchtgiftdelikte, mit Ausnahme des Erwerbs und Besitzes für den Eigenbedarf, strengere Strafdrohungen (§ 28 SMG). Übergroß ist eine Menge, die mindestens das 25fache der Grenzmenge der geringen Menge ausmacht. Für Delikte in dieser Größenordnung gelten besonders strenge Strafdrohungen, die auf Fälle der organisierten Kriminalität abzielen (§ 28 Abs. 4 Z. 3 SMG).
Im Gegensatz zu Suchtgiften gibt es bei psychotropen Stoffen keine übergroße Menge. Für diese Stoffe gelten im Vergleich zu Suchtgiften wesentlich mildere Strafdrohungen, die Gegenstand der §§ 30 und 31 SMG sind.
Konkrete Mengen liegen einerseits im Bestimmtheitsgrundsatz des Strafrechts begründet, andererseits bietet eine klare Abgrenzung zwischen geringen und großen Suchtmittelmengen auch verfahrenstechnische Vorteile, indem sie es den Gerichten erleichtert, eine einheitliche Rechtsprechung auszuüben. De facto sind die Grenzmengen auch gesundheits- und kriminalpolitische Steuerungsinstrumente, mit denen das Ausmaß der politischen Ächtung von bestimmten Suchtmitteln vorgegeben wird. So ist etwa die Grenzmenge für Cannabis weit größer als für Heroin.
Die Untergrenzen der geringen Menge eines Suchtmittels oder psychotropen Stoffes, bezogen auf die Reinsubstanz des aktiven Wirkstoffes, sind in der Suchtgift-Grenzmengenverordnung und Psychotropen-Grenzmengenverordnung definiert. Die Festlegung von Suchtgift-Grenzmengen obliegt dem Gesundheits- und Justizministerium, sie muss vom Hauptausschuss des Nationalrates genehmigt werden. Bei der Festlegung von geeigneten Grenzmengen ist gemäß § 28 Abs. 6 SMG auf die „Eignung der Suchtgifte, Gewöhnung hervorzurufen und im großen Ausmaß eine Gefahr für das Leben oder die Gesundheit von Menschen herbeizuführen, sowie auf das Gewöhnungsverhalten von Suchtkranken Bedacht zu nehmen.“ Das Gleiche gilt gemäß § 31 Abs. 3 SMG für psychotrope Stoffe, mit dem Unterschied, dass die Grenzmengen nicht vom Hauptausschuss des Nationalrats genehmigt werden müssen.
Die Grenzmengen beziehen sich auf die Reinsubstanz. Hier sind einige Grenzmengen mit Stand 2005:
- MDMA: 30 g
- THC: 20 g
- Kokain: 15 g
- Heroin (Diacetylmorphin): 3 g
- (+)-Lysergid, LSD, LSD-25: 0,01 g
- Flunitrazepam: 0,4 g
- Phenobarbital: 40 g

### Strafbestimmungen für Suchtgifte

#### § 27 SMG
Mit einer Freiheitsstrafe bis zu einem Jahr oder mit einer Geldstrafe bis zu 360 Tagessätzen wird bestraft, wer vorschriftswidrig
1. Suchtgift erwirbt, besitzt, erzeugt, befördert, einführt, ausführt oder einem anderen anbietet, überlässt oder verschafft,
2. Opiummohn, den Kokastrauch oder die Cannabispflanze zum Zweck der Suchtgiftgewinnung anbaut oder
3. psilocin-, psilotin- oder psilocybinhältige Pilze einem anderen anbietet, überlässt, verschafft oder zum Zweck des Suchtgiftmittelgebrauches anbaut.

Wer jedoch die Straftat ausschließlich zum persönlichen Gebrauch begeht, ist mit Freiheitsstrafe bis zu sechs Monaten oder mit Geldstrafe bis zu 360 Tagessätzen zu bestrafen. Mit Freiheitsstrafe bis zu drei Jahren ist zu bestrafen, wer diese Straftaten gewerbsmäßig begeht.
Mit einer Freiheitsstrafe bis zu drei Jahren ist zu bestrafen, wer
1. durch eine Straftat nach Abs. 1. Z 1 oder 2 einem Minderjährigen den Gebrauch von Suchtmitteln ermöglicht und selbst volljährig und mehr als zwei Jahre älter als der Minderjährige ist oder
2. eine solche Tat als Mitglied einer kriminellen Vereinigung begeht.

Wer jedoch an Suchtmittel gewöhnt ist und eine Straftat nach Abs. 3 oder Abs. 4 Z 2 vorwiegend deshalb begeht, um sich für seinen persönlichen Gebrauch Suchtmittel oder Mittel zu deren Erwerb zu beschaffen, ist nur mit Freiheitsstrafe bis zu einem Jahr zu bestrafen. (BGBl I 2007/110)
Strafverfahren nach § 27 SMG wegen Delikten mit geringen Mengen Suchtgift sind in der Praxis die häufigsten. Verurteilungen nach § 27 Abs. 1 unterliegen einer Auskunftsbeschränkung und scheinen daher nicht in der Strafregisterbescheinigung auf. (§ 42 SMG)
Die in § 27 Abs. 3 SMG enthaltene Qualifikation durch Gewerbsmäßigkeit ist in § 70 StGB definiert. Der Begriff der kriminellen Vereinigung wird durch § 278 StGB begründet.
Der rechtspolitische Grundsatz „Therapie statt Strafe“ findet in § 27 Abs. 2 Z. 2 SMG seinen Niederschlag: abhängige Täter, die ihren eigenen Suchtmittelbedarf mit Drogendelikten geringen Ausmaßes finanzieren (Kleindealer u. ä.), sind nur nach Abs. 1 zu bestrafen.

#### § 28 SMG
1. Wer den bestehenden Vorschriften zuwider ein Suchtgift in einer großen Menge (Abs. 6) mit dem Vorsatz erwirbt oder besitzt, dass es in Verkehr gesetzt werde, ist mit Freiheitsstrafe bis zu drei Jahren zu bestrafen.
2. Mit Freiheitsstrafe bis zu fünf Jahren ist zu bestrafen, wer den bestehenden Vorschriften zuwider ein Suchtgift in einer großen Menge (Abs. 6) erzeugt, einführt, ausführt oder in Verkehr setzt.
3. Mit Freiheitsstrafe von einem bis zu zehn Jahren ist zu bestrafen, wer die im Abs. 2 bezeichnete Tat gewerbsmäßig oder als Mitglied einer kriminellen Vereinigung begeht. Wer jedoch selbst an ein Suchtmittel gewöhnt ist und die Tat vorwiegend deshalb begeht, um sich für den eigenen Gebrauch ein Suchtmittel oder die Mittel zu dessen Erwerb zu verschaffen, ist, sofern nach den Umständen von einer Gewöhnung ausgegangen werden kann, nur nach Abs. 2 zu bestrafen.
4. Mit Freiheitsstrafe von einem bis zu fünfzehn Jahren ist zu bestrafen, wer die im Abs. 2 bezeichnete Tat
  1. als Mitglied einer kriminellen Vereinigung begeht und schon einmal wegen einer im Abs. 2 bezeichneten strafbaren Handlung verurteilt worden ist,
  2. als Mitglied einer Verbindung einer größeren Zahl von Menschen zur Begehung solcher strafbarer Handlungen begeht oder
  3. mit Beziehung auf ein Suchtgift begeht, dessen Menge zumindest das Fünfundzwanzigfache der Grenzmenge (Abs. 6) ausmacht.
5. Mit Freiheitsstrafe von zehn bis zu zwanzig Jahren oder mit lebenslanger Freiheitsstrafe ist der Täter der im Abs. 2 bezeichneten Tat zu bestrafen, der in einer Verbindung einer größeren Zahl von Menschen zur Begehung solcher strafbarer Handlungen führend tätig ist.
6. Der Bundesminister für Arbeit, Gesundheit und Soziales hat im Einvernehmen mit dem Bundesminister für Justiz und mit Zustimmung des Hauptausschusses des Nationalrates für die einzelnen Suchtgifte die Untergrenze einer großen Menge, bezogen auf die Reinsubstanz des Wirkstoffes, mit Verordnung festzusetzen (Grenzmenge). Dabei ist insbesondere auf die Eignung der Suchtgifte, Gewöhnung hervorzurufen und in großem Ausmaß eine Gefahr für das Leben oder die Gesundheit von Menschen herbeizuführen sowie auf das Gewöhnungsverhalten von Suchtkranken Bedacht zu nehmen.

§ 28 SMG zielt auf die organisierte Drogenkriminalität ab. Bei den in Abs. 1 und Abs. 2 genannten Delikten werden die Mengen aus einzelnen Tathandlungen addiert und darauf überprüft, ob ein Vorsatz gemäß § 5 Abs. 1 StGB hinsichtlich einer großen Menge vorliegt. (OGH 22. Juni 1999, 14 Os 62/99)
Der Erwerb und Besitz einer auch großen Menge von Suchtgift für den Eigengebrauch ist nur nach § 27 Abs. 1 SMG strafbar. Zu verschiedenen Zeitpunkten für den Eigengebrauch erworbene und besessene geringe Suchtgiftmengen sind dabei nicht zusammenzurechnen (EvBl 1982/110, OGH 11. Mai 1994, 13 Os 20/94).
§ 28 Abs. 4 Z. 3 definiert die übergroße Menge, die zumindest das Fünfundzwanzigfache der Grenzmenge (Abs. 6) ausmacht.

### Strafbestimmungen für psychotrope Stoffe

#### § 30 SMG
1. Wer den bestehenden Vorschriften zuwider einen psychotropen Stoff erwirbt, besitzt, erzeugt, einführt, ausführt oder einem anderen überlässt oder verschafft, ist mit Freiheitsstrafe bis zu sechs Monaten oder mit Geldstrafe bis zu 360 Tagessätzen zu bestrafen.
2. Nach Abs. 1 ist nicht zu bestrafen, wer Arzneimittel, die einen psychotropen Stoff enthalten, sofern es sich nicht um eine große Menge handelt,
  1. für den eigenen Gebrauch oder für den Bedarf eines Tieres erwirbt, besitzt, einführt oder ausführt oder
  2. einem anderen überlässt und daraus keinen Vorteil zieht.

#### § 31 SMG
1. Wer den bestehenden Vorschriften zuwider einen psychotropen Stoff in einer großen Menge (Abs. 3) mit dem Vorsatz erwirbt oder besitzt, dass er in Verkehr gesetzt werde, ist mit Freiheitsstrafe bis zu zwei Jahren zu bestrafen.
2. Mit Freiheitsstrafe bis zu fünf Jahren ist zu bestrafen, wer den bestehenden Vorschriften zuwider einen psychotropen Stoff in einer großen Menge (Abs. 3) erzeugt, einführt, ausführt oder in Verkehr setzt.
3. Der Bundesminister für Arbeit, Gesundheit und Soziales hat im Einvernehmen mit dem Bundesminister für Justiz für die einzelnen psychotropen Stoffe die Untergrenze einer großen Menge, bezogen auf die Reinsubstanz des Wirkstoffes, mit Verordnung festzusetzen (Grenzmenge). § 28 Abs. 6 zweiter Satz gilt dem Sinne nach.

### Strafbestimmungen für Vorläuferstoffe

#### §32 SMG
1. Wer einen Vorläuferstoff, von dem er weiß, dass er bei der vorschriftswidrigen Erzeugung eines Suchtmittels in einer großen Menge (§§ 28 Abs. 6, 31 Abs. 3) verwendet werden soll, erwirbt oder besitzt, ist mit Freiheitsstrafe bis zu zwei Jahren zu bestrafen.
2. Wer einen Vorläuferstoff, von dem er weiß, dass er bei der vorschriftswidrigen Erzeugung eines Suchtmittels in einer großen Menge (§§ 28 Abs. 6, 31 Abs. 3) verwendet werden soll, erzeugt, einführt, ausführt oder in Verkehr setzt, ist mit Freiheitsstrafe bis zu fünf Jahren zu bestrafen.

### Zurücklegung des Strafverfahrens
Strafverfahren wegen des Erwerbs und Besitzes geringer Mengen Suchtmittel müssen im Allgemeinen nach Maßgabe der §§ 35 und 36 SMG von der Staatsanwaltschaft für eine Probezeit von zwei Jahren zurückgelegt werden. Die vorläufige Zurücklegung der Anzeige setzt eine Stellungnahme der Bezirksverwaltungsbehörde als Gesundheitsbehörde voraus, ob der Angezeigte einer gesundheitsbezogenen Maßnahme gemäß § 11 Abs. 2 SMG bedarf. Deswegen ist eine Anzeige wegen Suchtmittelbesitzes meist mit einer sozialmedizinischen oder psychiatrischen Untersuchung verbunden. Die Staatsanwaltschaft kann von der Einholung einer Stellungnahme der Bezirksverwaltungsbehörde absehen, wenn eine Person ausschließlich deshalb angezeigt wird, weil sie Stoffe oder Zubereitungen aus der Cannabispflanze in geringer Menge zum eigenen Gebrauch erworben oder besessen hat, und wenn kein Grund zur Annahme besteht, dass die Person einer gesundheitsbezogenen Maßnahme bedarf. Eine Stellungnahme ist jedoch einzuholen, wenn eine Person innerhalb der letzten fünf Jahre vor dieser Anzeige bereits deswegen angezeigt wurde.
Bedarf der Angezeigte aufgrund der Beurteilung durch einen mit Suchtmittelfragen vertrauten Facharzt einer gesundheitsbezogenen Maßnahme gemäß § 11 Abs. 2 SMG, so hat die Staatsanwaltschaft die vorläufige Zurücklegung der Anzeige davon abhängig zu machen, dass sich der Angezeigte – hat er einen gesetzlichen Vertreter, mit dessen Zustimmung – bereit erklärt, sich einer solchen Maßnahme zu unterziehen. Alternativ kann die Zurücklegung der Anzeige von einer regelmäßigen Betreuung durch einen Bewährungshelfer abhängig gemacht werden (§ 37 SMG).
Die Zurücklegung der Anzeige nach § 35 SMG ist daher meist mit einer Überwachung des Gesundheitszustandes des Angezeigten verbunden. Wenn sich der Angezeigte nach Einschätzung der Bezirksverwaltungsbehörde einer Überwachung beharrlich entzieht, muss dies der Staatsanwaltschaft mitgeteilt werden, was meist die Einleitung oder Fortsetzung des Strafverfahrens zur Folge hat (§ 38 SMG).

## Gesundheitsbezogene Maßnahmen bei Suchtmittelmissbrauch
In § 39 SMG gibt es Ausnahmebestimmungen für den Fall des Missbrauchs von Suchtgiften, um Suchtkranke, Gelegenheitskonsumenten oder Schmerzpatienten nicht übermäßig zu kriminalisieren. Danach wird der Strafvollzug um bis zu zwei Jahre aufgeschoben, wenn sich der Verurteilte einer Entziehungskur unterzieht.  Diesen rechts- und gesundheitspolitischen Grundsatz bezeichnet man als Therapie statt Strafe. In der Praxis läuft das jedoch häufig auf Therapie oder Strafe hinaus, weil der Strafaufschub widerrufen werden kann, wenn der Verurteilte den Entzug abbricht oder erneut straffällig wird (§ 39 Abs. 4 SMG).

## Medizinische Anwendung
Im Gegensatz zu Suchtgiften sind psychotrope Stoffe in Form von Arzneimitteln bzw. Medikamentenmissbrauch privilegiert, weil Erwerb, Besitz, Ein- und Ausfuhr einer nicht großen Menge straflos sind, ebenso das Überlassen solcher Arzneimittel, solange der Überlassende daraus keinen Vorteil zieht. Diese Sonderbestimmungen sollen einer Kriminalisierung von zahlreichen Medikamentenabhängigen entgegenwirken und auch die medizinische Verschreibungspraxis für die betreffenden Arzneimittel nicht gefährden. Analog dazu werden in letzter Zeit vermehrt Ausnahmen für medizinische Anwendungen von als minder gefährlich erachteten suchtgifthaltigen Arzneien reklamiert.
Ärzte, die suchtgifthaltige Arzneimittel für Zwecke der Schmerz- oder Substitutionsbehandlung de lege artis (nach den Erkenntnissen und Erfahrungen der medizinischen oder veterinärmedizinischen Wissenschaft) verschreiben, sind gemäß § 8 SMG von der Strafbarkeit ausgenommen. Jedoch verbietet es § 14 der begleitenden Suchtgiftverordnung (SV) Ärzten ausdrücklich, Suchtgifte in Substanz oder Arzneimittel, die mehr als ein Suchtgift enthalten, ausgenommen zugelassene Spezialitäten sowie Zubereitungen aus Heroin, Cannabis, Cocablättern, Ecgonin und die im Anhang V dieser Verordnung angeführten Stoffe zu verschreiben, womit die Verschreibungspraxis für Suchtgifte entsprechend eingeengt ist. Der Miss- bzw. Gebrauch von Suchtgiften als palliative Therapiemaßnahme wird in letzter Zeit von den Strafgerichten als ein möglicher Rechtfertigungsgrund wahrgenommen.

## Geschichte
Das Drogenrecht in Österreich wurde im Wesentlichen von drei internationalen Konventionen geprägt: Der Einzigen Suchtgiftkonvention 1961 in der durch das Protokoll von 1972 geänderten Fassung, dem Übereinkommen über psychotrope Stoffe 1971 („Psychotropenkonvention“) und dem Übereinkommen der Vereinten Nationen gegen den unerlaubten Verkehr mit Suchtgiften und psychotropen Stoffen 1988 („Wiener Konvention“). Ursprünglich galt in Österreich das Suchtgiftgesetz 1951 (SGG), das 1971, 1978, 1980 und 1985 novelliert wurde. Schließlich wurde es vom Suchtmittelgesetz 1998 abgelöst, das die Konvention von 1988 berücksichtigte.

### Einzige Suchtgiftkonvention 1961
Artikel 36 Abs. 1 a) der Einzigen Suchtgiftkonvention 1961 verpflichtet die Vertragsparteien, jedes gegen das Übereinkommen verstoßende Anbauen, Gewinnen, Herstellen, Ausziehen, Zubereiten, Besitzen, Anbieten, Feilhalten, Verteilen, Kaufen, Verkaufen, Liefern – gleichviel zu welchen Bedingungen –, Vermitteln, Versenden – auch im Durchfuhrverkehr –, Befördern, Einführen und Ausführen von Suchtgiften … angemessen zu ahnden, insbesondere mit Gefängnis oder sonstigen Arten des Freiheitsentzugs. Absatz b) stellt es jedoch den Vertragsparteien frei, entweder als Alternative zur Verurteilung oder Bestrafung oder zusätzlich zur Verurteilung und Bestrafung vorzusehen, dass derartige Süchtige Maßnahmen der Behandlung, Aufklärung, Nachbehandlung, Rehabilitation und der sozialen Wiedereingliederung in Übereinstimmung mit Artikel 38 Abs. 1 unterzogen werden. Österreich hat dazu erklärt, dass es diese Verpflichtung der Vertragsparteien so auslege, dass sie auch durch die Schaffung von Verwaltungsstraftatbeständen erfüllt werden könne, die eine angemessene Ahndung für die darin genannten Verstöße vorsehe. Die strafrechtliche Verfolgung von Suchtgiftdelikten in Österreich ist also nicht ausschließlich in der Einzigen Suchtgiftkonvention begründet, sie ist auch ein Ergebnis der innenpolitischen Entwicklung.

### Psychotropenkonvention 1971
Die Psychotropenkonvention 1971 bezieht Stoffe und Zubereitungen ein, die in der Medizin verwendet werden und missbraucht werden können, aber von der Einzigen Suchtgiftkonvention nicht erfasst sind, beispielsweise Psychopharmaka. Gemäß Artikel 9 können derartige Arzneien nur von Ärzten verschrieben werden. Besitz, Erwerb, Ein- und Ausfuhr und das Überlassen „ohne daraus einen Vorteil zu ziehen“ von geringen Mengen psychotroper Stoffe sind gemäß § 30 Abs. 2 SMG straffrei.

### Wiener Konvention 1988
Das Übereinkommen der Vereinten Nationen gegen den unerlaubten Verkehr mit Suchtgiften und psychotropen Stoffen 1988 ist von der Überzeugung geprägt, dass der unerlaubte Verkehr (… von Suchtgiften …) eine internationale kriminelle Tätigkeit sei, deren Bekämpfung dringende Aufmerksamkeit und höchsten Vorrang erfordere. Mit dem Abkommen solle der Wunsch zum Ausdruck kommen, die Grundursachen des Problems des Missbrauchs von Suchtgiften und psychotropen Stoffen zu beseitigen, darunter die unerlaubte Nachfrage nach solchen Stoffen und die aus dem unerlaubten Verkehr stammenden ungeheuren Gewinne. Dementsprechend verpflichten sich die Vertragsparteien im Übereinkommen unter anderem dazu, die Durchsetzung gesetzlicher Bestimmungen über die Einziehung von Gewinnen aus gewerblichen Suchtmitteldelikten und die Verbesserung der Rechtshilfe bei Ermittlungen und Strafverfolgungen, im Sinne einer weitgehend repressiven Drogenpolitik, zu verfolgen. Das Übereinkommen wirkte sich in einer Neufassung des Suchtmittelgesetzes 1998 mit gleichzeitiger Änderung von zahlreichen gesundheits- und strafrechtlichen Gesetzen aus.

## Drogenpolitische Entwicklungen
Seit 1980 wird Drogensucht in Österreich vermehrt als gesundheitspolitisches Thema wahrgenommen bzw. fallweise in einem gesellschaftlich vertretbaren Ausmaß toleriert, Dealer dagegen bekommen die volle Härte des Strafrechts zu spüren und müssen mit langen unbedingten Haftstrafen rechnen. In diesem Zusammenhang ist es problematisch, dass viele Dealer im Sinne des Gesetzes süchtig sind und dass die Unterscheidung zwischen Kriminal- oder „Gesundheitsdelikt“ nicht immer eindeutig erfolgen kann.
Das SMG ist in der Praxis das wichtigste strafrechtliche Nebengesetz, weil es für rund zwei Drittel aller Verurteilungen im Nebenstrafrecht verantwortlich ist. Laut einer parlamentarischen Anfragebeantwortung des Bundesministers für Justiz (1637/AB XXII. GP) ist die Zahl der Verurteilungen nach dem SMG zwischen 2000 (3.219) und 2003 (4.528) konstant gestiegen. Im Jahr 2004 gab es bundesweit über 38.000 offene Strafverfahren wegen des SMG (2895/AB XXII. GP).
Laut Drogenbericht 2005 des Gesundheitsministeriums gab es im Jahr 2004 mit 25.215 Anzeigen nach dem SMG (2003: 22.245) einen Zuwachs von rund 13 % im Vergleich zum Jahr davor. Große Zuwächse gab es vor allem bei Anzeigen für Cannabis, im geringeren Umfang auch bei Anzeigen für Kokain und Crack. Die Anzahl der Verurteilungen nach dem SMG folgte dem bisherigen Trend und stieg mit 5.706 Fällen (2003: 4.532) um rund ein Viertel. Der Anteil von Delikten nach dem SMG an allen Verurteilungen ist ebenfalls auf einen neuen Höchststand gestiegen (1995: 4,7 %; 2004: 12,6 %).

## Rechtsverwandtschaften
Das SMG umfasst fünf Verordnungen und eine Kundmachung des Bundesministers für Arbeit, Gesundheit und Soziales. In der Suchtgift- bzw. Psychotropenverordnung ist die legale Gebarung mit Suchtmitteln geregelt, unter anderem sind darin auch alle Pflanzen, Stoffe und Zubereitungen, die als Suchtgifte bzw. psychotrope Stoffe gelten, taxativ aufgezählt. Die entsprechenden Grenzmengenverordnungen definieren den Begriff einer geringen Menge, die je nach Substanz verschieden ist und für die mildere Strafen gelten. Damit soll eine übermäßige Kriminalisierung von Konsumenten bzw. Abhängigen vermieden werden. Offiziell gilt der Grundsatz Therapie statt Strafe, unter Berücksichtigung der individuellen Situation des Täters. Die Kundmachung über Therapieeinrichtungen für suchtgiftabhängige Personen liegt in § 15 SMG begründet.
- Suchtgiftverordnung (SV) Link
- Psychotropenverordnung (PV) Link
- Vorläuferstoffeverordnung (VorlV) Link
- Suchtgift-Grenzmengenverordnung (SGV)
- Psychotropen-Grenzmengenverordnung (PGV)
- Kundmachung über Einrichtungen und Vereinigungen mit Betreuungsangebot für Personen im Hinblick auf Suchtgiftmissbrauch